# بوریس مخیتاریان
بوریس بابکنی مخیتاریان (ارمنی: Բորիս Բաբկենի Մխիթարյան؛ زادهٔ ۱۷ ژوئن ۱۹۵۲) یک سیاستمدار اهل ارمنستان است که از تاریخ ۱۹۹۵ تا تاریخ ۱۹۹۹ سمت نمایندگی دوره اول مجلس ملی جمهوری ارمنستان را برعهده داشت.

## زندگی‌نامه
در ۱۷ ژوئن ۱۹۵۲ ‏در کیروواکان به دنیا آمد و از دانشگاه ملی پلی‌تکنیک ارمنستان فارغ‌التحصیل شد. 